# 偷窃：一个爱情故事
《偷窃：一个爱情故事》是澳大利亚作家彼得·凯里的一部長篇小說。曾获得2006年万斯·帕尔默奖、维多利亚州长文学奖小说奖。

## 情节
《偷窃》讲述了迈克尔·布彻·博恩的故事，他本是著名艺术家，职业生涯渐进黄昏。小说以布彻本人和他患病的220磅弟弟休的视角交替叙述。小说开始时，布彻刚刚出狱，入狱的罪名是从他前妻那儿偷走自己的作品，这些画在他们离婚后成为她的财产。他躲到一个挑剔的前赞助人的偏远房子里，试图让事业重回正轨，同时避开债权人并照顾休。一个狂风暴雨、大水泛滥的夜晚——神秘的玛琳拜访了他，休描述马琳是“一个有着小小乳房、穿丝绸连衣裙的女顽童，你可以用手帕包起来装在口袋里”。
玛琳的丈夫是奥利弗·莱博维茨，奥利弗已故的父亲雅克·莱博维茨是著名现代派画家。布彻的农民邻居最近买到了一幅莱博维茨的神秘作品，马琳此行就是为了鉴定公公的画作。这幅画被鉴定为真迹，价值连城……

## 获奖及提名
- 维多利亚州长文学奖，万斯帕尔默小说奖，2006 年：获奖者
- 2006年布克奖入围
- 英联邦作家奖，东南亚和南太平洋地区，最佳图书，2007年：入围
- 2007年迈尔斯·富兰克林文学奖：入围
- 新南威尔士州长文学奖，克里斯蒂娜·斯特德小说奖，2007 年：获奖
- 澳大利亚图书行业奖 (ABIA)，澳大利亚年度文学小说图书奖，2007年：入围短名单
- 2008年国际IMPAC都柏林文学奖：入围长名单

## 评价
- 《卫报》：“……我完全确信：《盗窃：一个爱情故事》会让你眼前一亮。凯里创作的这本澳大利亚风格小说光彩夺目、充满人情味，激情、口臭和恶作剧充满全书。这是一部艺术品，集粗鲁的辉煌、可怕的美丽，以及挑衅式的亵渎于一身。” [1]
- 《华盛顿邮报》 ：“凯里描绘了一个在我们眼前不断变形的故事，这个故事复杂得令人疯狂、精彩得使人着迷，而且完全原创。” [2]